# Estádio de Tsuruoka
Estádio de Tsuruoka é um estádio de futebol situado em Tsuruoka, Japão. Onde joga como local NEC Yamagata. O estádio, construído em 1990, tem uma capacidade de 7.000 pessoas.

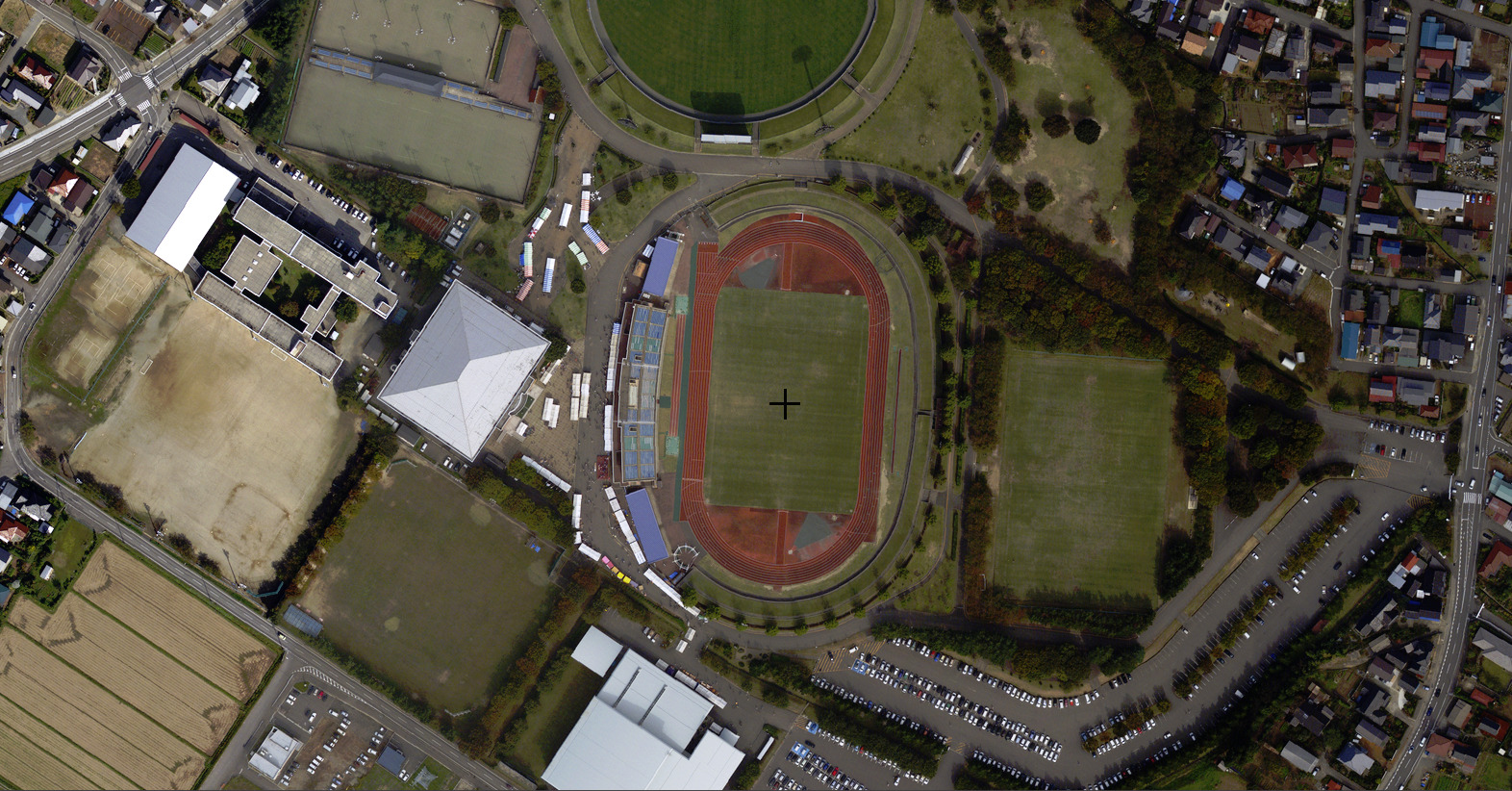
Visualização de satélite